# Französischer Franc

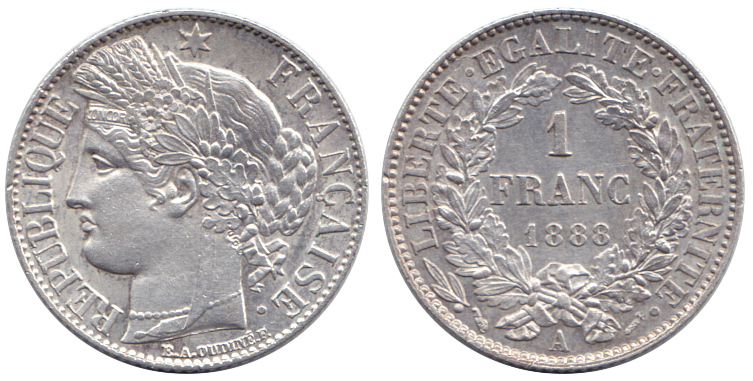
Silbermünze 1 Franken (1888). Dritte Französische Republik

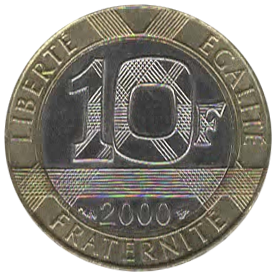
10-Franc-Münze (2000)

Der Franc /fʁɑ̃/ (deutsch offiziell Franken, aber kaum verwendet – wohl auch, um ihn nicht mit dem Schweizer Franken zu verwechseln) ist die ehemalige Währung Frankreichs. Er zirkulierte auch in Monaco parallel zum Monegassischen Franc und war einziges gesetzliches Zahlungsmittel in Andorra.
Untereinheit ist der Centime [sɑ̃tˈiːm] (Abkürzung c); 100 Centimes ergeben einen Franc.
Das Währungssymbol ist „Fr“. Als Abkürzung gebräuchlich sind FF für franc français oder auch einfach F. Die Abkürzung nach ISO 4217 ist FRF.

## Geschichte
Am 5. Dezember 1360 wurden die ersten vom Volk als Francs bezeichneten Goldmünzen eingeführt. Sie trugen ein Bildnis des Königs Johann II. mit der Aufschrift Johannes Dei Gratia Francorum Rex (Johannes von Gottes Gnaden König der Franken), aus deren vorletztem Wort die Namensgebung abfärbte.

### 1795–1945
Der Franc wurde als nationale Währung am 7. April 1795 als Nachfolger des Livre eingeführt und dezimal unterteilt.
- 1 Franc = 10 Décimes = 100 Centimes

Mit der Lateinischen Münzunion 1865 fand er in Europa Verbreitung, und in vielen ehemals französischen Kolonien lautet die Währungsbezeichnung noch heute Franc. Gleiches galt bis zur Euro-Einführung auch für Belgien (franc belge, Belgischer Franken) und Luxemburg (frang, Luxemburgischer Franc).

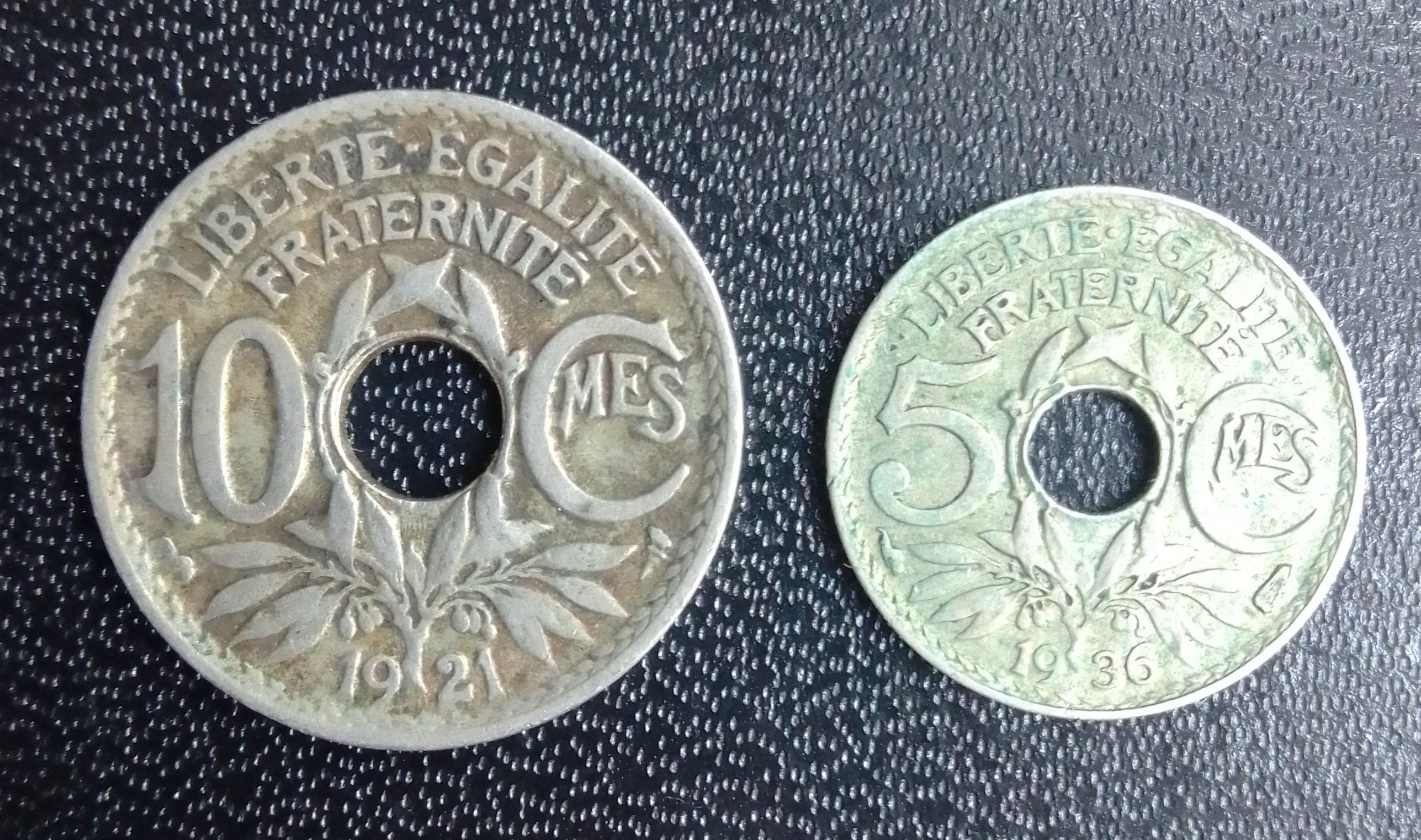
10 Centimes (1921) und 5 Centimes (1936).

Der Franc war die erste reine Dezimalwährung Europas. Dieses System hatte einen großen Einfluss auf Währungen in anderen Ländern. Der im Rahmen des Goldstandards festgelegte Wechselkurs gegenüber der Goldmark betrug 1912 0,81 M.
In den Jahren 1924 und 1925 verfiel der Kurs des Franc aufgrund einer Inflation. 1926 gelang es Ministerpräsident Raymond Poincaré ihn auf einem Wechselkurs zum US-Dollar von 25 : 1 zu stabilisieren. Bis zum Ende der Konvertibilität der Reichsmark (RM) in der Deutschen Bankenkrise 1931 galt ein Kurs von 1 RM = 6 Francs. Während des Zweiten Weltkriegs galt der Wechselkurs von 1 RM = 20 Francs.

### Nach dem Zweiten Weltkrieg
In Frankreich gab es zunächst keine Währungsreform. Das Land nahm am Bretton-Woods-System teil, einem von 1945 bis 1973 bestehenden System weitgehend starrer Wechselkurse.
1945 begann der FF mit einem Wechselkurs von 480 FF für 1 Britisches Pfund und 119,1 FF für 1 US-Dollar. 1949 betrug der Kurs 980:1 bzw. 350:1.
1957 und 1958 wurde der FF erneut abgewertet (1382,3:1 bzw. 493,7:1; 1 FF war so viel wert wie 1,8 mg Gold): im August 1957 de facto um 16 2/3 %.
Wie in allen am Bretton-Woods-System teilnehmenden Ländern kam es auch in Frankreich zu einer erheblichen Inflation:
- Waren, die 1950 in Frankreich 100 Francs kosteten, kosteten zehn Jahre später durchschnittlich 172 Francs;
- Waren, die 1960 100 Francs kosteten, kosteten zehn Jahre später durchschnittlich 151 Francs.[5]

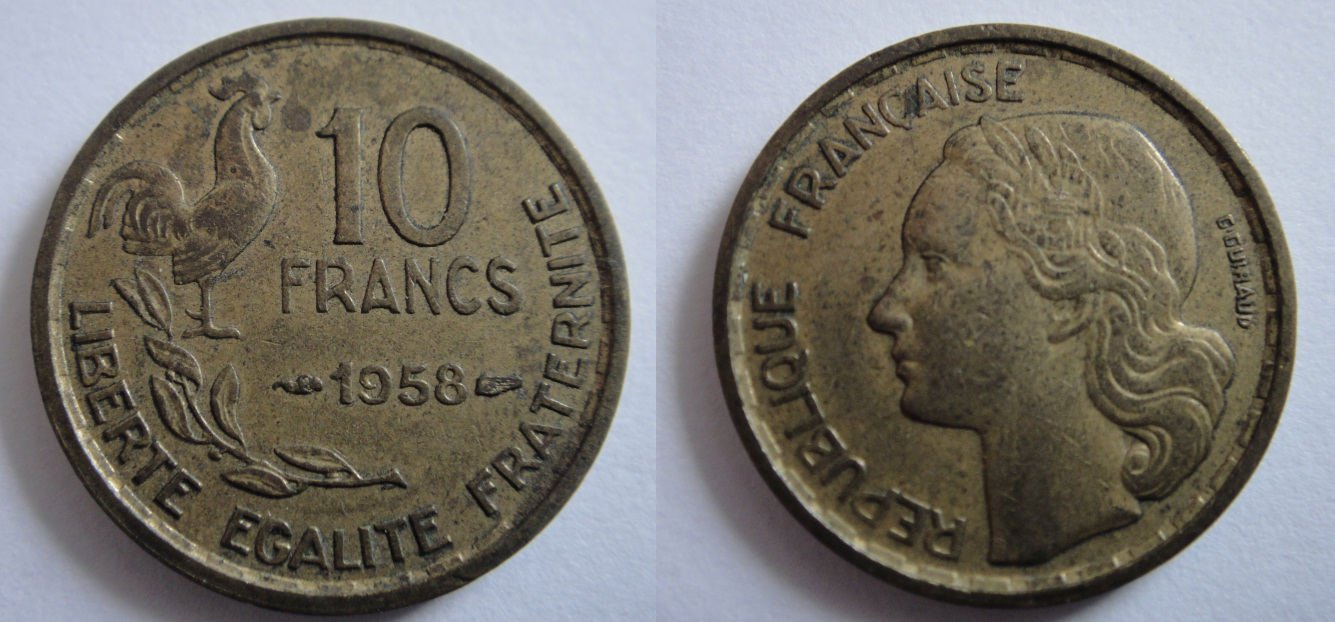
10-Franc-Münze aus dem Jahre 1958

Durch die Inflation hatten die Preise unhandlich viele Nullen bekommen. Nachdem Charles de Gaulle im Juni 1958 wieder an die Macht gekommen war, beauftragte er Antoine Pinay und Jacques Rueff, einen „franc lourd“ (wörtlich: „schweren Franc“) zu schaffen. Zugleich wertete der Franc um 17,5 % ab; dies war die siebte Abwertung seit der Befreiung 1944. Am 27. Dezember 1958 wurde die Einführung des Nouveau Franc (NF) zum 1. Januar 1960 verfügt.
Ein NF, seit 1963 offiziell nur noch Franc (F) genannt, entsprach 100 alten Francs (anciens francs). Die alten Franc-Münzen konnten als Centimes weiter verwendet werden. In der Alltagssprache blieb die Angabe in alten Francs noch jahrzehntelang gebräuchlich.
Staatspräsident de Gaulle verkündete Anfang 1968, der Franc sei „so gut wie Gold“. Jahrelang schulmeisterte er Großbritannien wegen seiner häufigen Währungsschwierigkeiten und verweigerte dem britischen Pfund 1967 die Kredithilfe. Ab Ende Oktober 1968 kam der Franc in Schwierigkeiten. Es kam zu einem Run auf die Deutsche Mark. Der Spiegel berichtete:

„Binnen weniger Monate erreichte der Preisauftrieb in Frankreich eine Rate von zehn Prozent. Trotz mächtiger Export-Subventionen klaffte bereits Ende Oktober in der Handelsbilanz ein Loch von 4,4 Milliarden Franc. Noch ärger ist es um die Währungsreserven bestellt. Seit dem Arbeiter- und Studenten-Aufstand im Mai verlor die Banque de France 10,6 Milliarden Mark Gold und Devisen – nahezu 40 Prozent der von de Gaulle in Jahren aufgebauten Bestände.“

De Gaulle und andere Entscheider, darunter Ministerpräsident Couve de Murville, entschieden sich gegen eine Franc-Abwertung und für eine rigorose Devisenbewirtschaftung. Im August 1969 beschloss die neue französische Regierung (Kabinett Chaban-Delmas) eine Abwertung des Franc um elf Prozent.
Am 15. August 1971 verkündete der damalige US-Präsident Richard Nixon die Aufhebung der Dollar-Konvertierbarkeit in Gold. Dies verursachte den Nixon-Schock und war der Anfang vom Ende des Bretton-Woods-Systems. 
Beim Smithsonian Agreement vom Dezember 1971 blieb der Wechselkurs des Franc zum Gold gleich; da DM und Yen gegenüber dem Gold um 4,6 bzw. 7,7 % aufwerteten und der US-Dollar um 7,9 % abwertete, änderte sich die Parität des Franc gegenüber diesen Währungen.
Mauretanien ersetzte ab dem 28. Juni 1973 den CFA-Franc BCEAO durch die nationale Währung Ouguiya und trat 1974 aus der Franc-Währungszone aus.
1973/74 und 1979/80 verstärkten zwei Ölpreiskrisen die ohnehin schon hohe Inflation. Wie in anderen Ländern auch kam es zu einer Stagflation.
Im März 1973 schlossen die Devisenbörsen in den Industrieländern für zwei Wochen. Sechs der damals neun Länder der Europäischen Gemeinschaft – die Bundesrepublik Deutschland, Frankreich, Dänemark und die Benelux-Staaten – beschlossen für ihre Währungen das Blockfloating. Innerhalb des Blocks gab es fest vereinbarte Währungsparitäten mit Bandbreiten von je ± 2,25 %.
Die drei übrigen EG-Länder – Italien, Großbritannien und Irland – beschlossen, die Kurse ihrer Währungen frei floaten zu lassen.
Eine weitere Zäsur war die Präsidentschaft von François Mitterrand, die von Mitte 1981 bis Mai 1995 währte. Anfang der 1980er Jahre verstaatlichte Frankreich zahlreiche Unternehmen und führte die 39-Stunden-Woche ein; ein Großteil der Verstaatlichungen wurde Mitte der 1980er Jahre wieder rückgängig gemacht. Im Zuge der von Deutschland 1989/90 angestrebten Wiedervereinigung verknüpfte Mitterrand Frankreichs Zustimmung mit der Zustimmung von Bundeskanzler Helmut Kohl zur „Vertiefung der Wirtschafts- und Währungsunion“. Damit war die Schaffung einer gemeinsamen europäischen Währung gemeint.
Am 7. Februar 1992 wurde der Vertrag von Maastricht ratifiziert. Mitterrands Nachfolger Jacques Chirac setzte die Einführung des Euro um. Am 1. Januar 1999 wurden die Kurse der Währungen aller am Euro teilnehmenden Länder – also auch der Kurs des FF – fixiert; ab dann rechneten und bilanzierten die Notenbanken in Euro. Der FF-Kurs betrug 6,55957 F = 1 €.
Auf den 20-Franc-Banknoten von 1997 wurde später mitunter im weißen Wasserzeichenfeld der rote Zusatzaufdruck « Contre-Valeur de 3,05 Euros » (Gegenwert von 3,05 Euro) gemacht, um die Umstellung zu erleichtern.
Bis 1990 war der FF auch in geringem Umfang Reservewährung:
| | 1970 | 1980 | 1990 | 2000 | 2001 | 2002 | 2003 | 2004 | 2005 | 2006 | 2007 | 2008 | 2009 | 2010 | 2011 | 2012 | 2013 | 2014 | 2015 | 2016  | 2017  | 2018  | 2019  | 2020  | 2021  | 2022  | 2023  | 2024  |
| --- | ---- | ---- | ---- | ---- | ---- | ---- | ---- | ---- | ---- | ---- | ---- | ---- | ---- | ---- | ---- | ---- | ---- | ---- | ---- | ----- | ----- | ----- | ----- | ----- | ----- | ----- | ----- | ----- |
| USD | 77,2 | 67,2 | 62,8 | 70,5 | 70,7 | 66,5 | 65,8 | 65,9 | 66,4 | 65,5 | 64,1 | 64,1 | 62,1 | 61,8 | 62,2 | 61,2 | 61,0 | 63,3 | 64,1 | 65,36 | 62,73 | 61,76 | 60,75 | 58,92 | 59,15 | 58,36 | 58,44 | 53,63 |
| EUR | –    | –    | –    | –    | 17,9 | 24,2 | 25,3 | 24,9 | 24,3 | 25,1 | 26,3 | 26,4 | 27,6 | 26,0 | 25,0 | 24,2 | 24,4 | 21,9 | 19,7 | 19,14 | 20,17 | 20,67 | 20,59 | 21,29 | 20,48 | 20,47 | 19,94 | 18,39 |
| DEM | 1,9  | 14,8 | 19,8 | –    | –    | –    | –    | –    | –    | –    | –    | –    | –    | –    | –    | –    | –    | –    | –    | –     | –     | –     | –     | –     | –     | –     | –     | –     |
| JPY | –    | 0,1  | 4,6  | 9,4  | 5,2  | 4,5  | 4,1  | 3,9  | 3,7  | 3,1  | 2,9  | 3,1  | 2,9  | 3,7  | 3,5  | 4,0  | 3,8  | 3,9  | 4,0  | 3,95  | 4,90  | 5,19  | 5,87  | 6,03  | 5,83  | 5,51  | 5,69  | 5,40  |
| GBP | 10,4 | 2,9  | 2,4  | 2,8  | 2,7  | 2,9  | 2,6  | 3,3  | 3,6  | 4,4  | 4,7  | 4,0  | 4,3  | 3,9  | 3,8  | 4,0  | 4,0  | 3,8  | 4,9  | 4,35  | 4,54  | 4,43  | 4,64  | 4,73  | 4,81  | 4,95  | 4,86  | 4,39  |
| FRF | 1,1  | 1,7  | 2,7  | –    | –    | –    | –    | –    | –    | –    | –    | –    | –    | –    | –    | –    | –    | –    | –    | –     | –     | –     | –     | –     | –     | –     | –     | –     |
| CNY | –    | –    | –    | –    | –    | –    | –    | –    | –    | –    | –    | –    | –    | –    | –    | –    | –    | –    | –    | 1,08  | 1,23  | 1,89  | 1,94  | 2,29  | 2,66  | 2,69  | 2,29  | 2,02  |
| CAD | –    | –    | –    | –    | –    | –    | –    | –    | –    | –    | –    | –    | –    | –    | –    | –    | –    | –    | –    | 1,94  | 2,03  | 1,84  | 1,86  | 2,08  | 2,19  | 2,38  | 2,59  | 2,57  |
| AUD | –    | –    | –    | –    | –    | –    | –    | –    | –    | –    | –    | –    | –    | –    | –    | –    | –    | –    | –    | 1,69  | 1,80  | 1,63  | 1,70  | 1,83  | 1,81  | 1,96  | 2,14  | 1,91  |
| CHF | 0,7  | 3,2  | 0,8  | 0,3  | 0,3  | 0,4  | 0,2  | 0,2  | 0,1  | 0,2  | 0,2  | 0,1  | 0,1  | 0,1  | 0,1  | 0,3  | 0,3  | 0,3  | 0,3  | 0,16  | 0,18  | 0,14  | 0,15  | 0,17  | 0,17  | 0,23  | 0,20  | 0,84  |
| andere | 8,7  | 5,9  | 4,9  | 1,4  | 1,2  | 1,4  | 1,9  | 1,8  | 1,9  | 1,8  | 1,8  | 2,2  | 3,1  | 4,4  | 5,3  | 5,8  | 6,5  | 6,8  | 6,7  | 2,33  | 2,43  | 2,45  | 2,51  | 2,65  | 2,91  | 3,45  | 3,85  | 7,22  |
| Quellen: 1970–1984: BIZ: The evolution of reserve currency diversification, December 1986, S. 7, Tab. 1 (englisch) 1995–2015: IWF: Currency Composition of Official Foreign Exchange Reserves 1999–2005 (nur absolute Zahlen): EZB: The Accumulation of Foreign Reserves, Occasional Paper Series, Nr. 43 2016–2023: IWF: World Currency Composition of Official Foreign Exchange Reserves 2024: IWF: Global Foreign Exchange Reserves Trends (nur absolute Zahlen) |      |      |      |      |      |      |      |      |      |      |      |      |      |      |      |      |      |      |      |       |       |       |       |       |       |       |       |       |

Zum 1. Januar 2002 wurde das Euro-Bargeld eingeführt (siehe auch Französische Euromünzen); der Franc war ab dem 17. Februar 2002 nicht mehr gesetzliches Zahlungsmittel. Bis zum 17. Februar 2005 konnten noch Münzen bei der Banque de France umgetauscht werden, Banknotenumtausch war bis zum 17. Februar 2012 möglich. 2010 wurden in den meisten Supermärkten Frankreichs die Preise neben Euro auch noch in Francs angegeben. Centime ist weiterhin die französische Bezeichnung für den Euro-Cent (cent bedeutet im Französischen hundert).

## Münzen

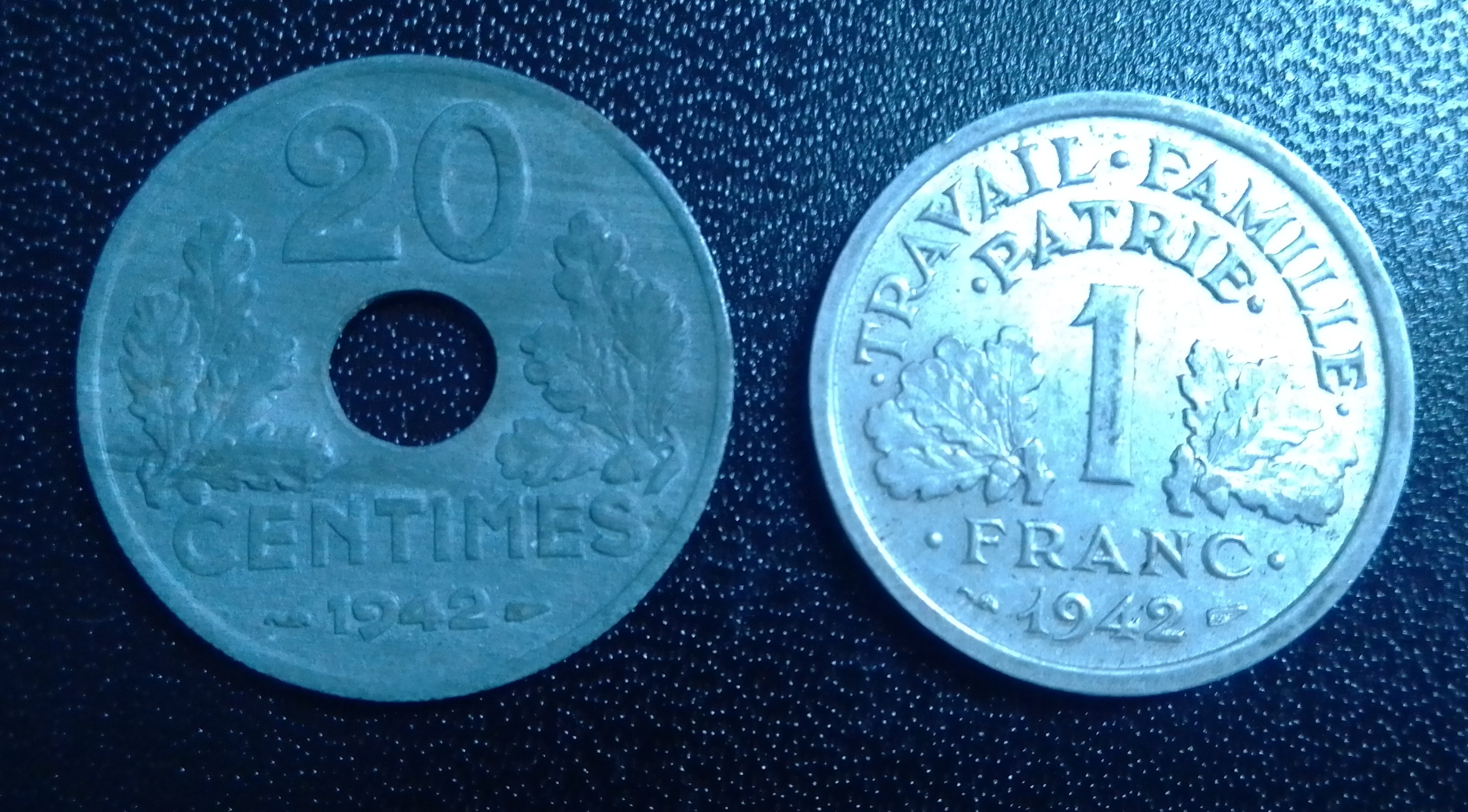
20 Centimes und ein Franc (beide 1942), französische Münzen aus der Zeit des Zweiten Weltkrieges.

Optisch ähnelt die 1-Euro-Münze stark der 10-Francs-Münze.
Vor der Einführung des Euro waren folgende Stückelungen im Umlauf:
- Münzen: 5, 10, 20, 50 Centimes; ½, 1, 2, 5, 10 Francs
- Scheine: 20, 50, 100, 200, 500 Francs

Alte Münzbezeichnungen hielten sich im Sprachgebrauch, so der Sou für 5 Centimes.
| Nennwert    | Vorderseite | Rückseite | Motive | Durchmesser | Dicke  | Rand |
| ----------- | ----------- | --------- | --- | ----------- | ------ | --- |
| 5 Centimes  |             |           | VS: „Liberté, Egalité, Fraternité“ (Freiheit, Gleichheit, Brüderlichkeit), Wahlspruch Frankreichs RS: Die „Marianne“ mit phrygischer Mütze von Henri Lagriffoul                               | 1,7 cm      | 1,2 mm | glatt |
| 10 Centimes |             |           | VS: „Liberté, Egalité, Fraternité“ (Freiheit, Gleichheit, Brüderlichkeit), Wahlspruch Frankreichs RS: Die „Marianne“ mit phrygischer Mütze von Henri Lagriffoul                               | 1,94 cm     | 1,6 mm | glatt |
| 20 Centimes |             |           | VS: „Liberté, Egalité, Fraternité“ (Freiheit, Gleichheit, Brüderlichkeit), Wahlspruch Frankreichs RS: Die „Marianne“ mit phrygischer Mütze von Henri Lagriffoul                               | 2,3 cm      | 1,5 mm | glatt |
| ½ Franc     |             |           | VS: „Liberté, Egalité, Fraternité“ (Freiheit, Gleichheit, Brüderlichkeit), Wahlspruch Frankreichs RS: „La Semeuse“ (Die Säerin) von Oscar Roty mit aufgehender Sonne                          | 1,9 cm      | 2 mm   | geriffelt |
| 1 Franc     |             |           | VS: „Liberté, Egalité, Fraternité“ (Freiheit, Gleichheit, Brüderlichkeit), Wahlspruch Frankreichs RS: „La Semeuse“ (Die Säerin) von Oscar Roty mit aufgehender Sonne                          | 2,35 cm     | 2 mm   | geriffelt |
| 2 Francs    |             |           | VS: „Liberté, Egalité, Fraternité“ (Freiheit, Gleichheit, Brüderlichkeit), Wahlspruch Frankreichs RS: „La Semeuse“ (Die Säerin) von Oscar Roty mit aufgehender Sonne                          | 2,6 cm      | 2 mm   | grob geriffelt                                                                                                 |
| 5 Francs    |             |           | VS: „Liberté, Egalité, Fraternité“ (Freiheit, Gleichheit, Brüderlichkeit), Wahlspruch Frankreichs RS: „La Semeuse“ (Die Säerin) von Oscar Roty mit aufgehender Sonne                          | 2,83 cm     | 2 mm   | geriffelt |
| 10 Francs   |             |           | RS: Karte Frankreichs mit „Republique Française“ (Französische Republik) | 2,6 cm      | 2,5 mm | glatt mit Gravur „Liberté, Egalité, Fraternité“ (Freiheit, Gleichheit, Brüderlichkeit), Wahlspruch Frankreichs |
| 10 Francs   |             |           | VS: „Liberté, Egalité, Fraternité“ (Freiheit, Gleichheit, Brüderlichkeit), Wahlspruch Frankreichs RS: Die Statue „Le Génie de la Liberté“ auf der Julisäule des Place de la Bastille in Paris | 2,35 cm     | 2 mm   | gewechselt glatt-geriffelt                                                                                     |

## Banknoten
Vor der Euroeinführung waren Scheine im Wert von 20, 50, 100, 200 und 500 Francs im Umlauf.
| Nennwert               | Vorderseite | Rückseite | Farbe      | Porträt |
| ---------------------- | ----------- | --------- | ---------- | --- |
| 20 Francs (≈ 3,05 €)   |             |           | braun-lila | VS: Claude Debussy (1862–1918, Komponist), vor Meer RS: Debussy vor einem See                                               |
| 50 Francs (≈ 7,62 €)   |             |           | blau       | VS: Antoine de Saint-Exupéry (1900–1944, Schriftsteller und Pilot), „Der kleine Prinz“ RS: Das Militärflugzeug „Breguet 14“ |
| 100 Francs (≈ 15,24 €) |             |           | rot        | VS: Paul Cézanne (1839–1906, Maler) RS: Stillleben mit Früchten                                                             |
| 200 Francs (≈ 30,49 €) |             |           | magenta    | VS: Gustave Eiffel (1832–1923, Ingenieur) RS: Der untere Teil des Eiffelturms                                               |
| 500 Francs (≈ 76,22 €) |             |           | grün       | VS: Marie (1867–1934, Physikerin und Chemikerin) und Pierre Curie (1859–1906, Physiker) RS: Laborgegenstände                |

## Vorgeschlagenes Währungssymbol

Franc-Zeichen in den Unicode-Codetabellen und in den Schriftarten Arial, Times New Roman, Cambria, Courier New, Adobe Garamond, Palatino Linotype und Andron Mega Corpus

Ein Währungssymbol „₣“ (ein „F“ mit einem zusätzlichen Querstrich) wurde 1988 von Édouard Balladur (seinerzeit Staatsminister im Wirtschafts- und Finanzministerium) vorgeschlagen, aber nicht angenommen und offensichtlich auch nie so verwendet. Dieses Zeichen ist jedoch in Unicode als ₣ U+20A3 french franc sign im Block Währungszeichen vorhanden. In den Unicode-Codetabellen wird es als F mit gedoppelten Querstrich statt des mittleren F-Strichs dargestellt; in verbreiteten Schriftarten jedoch als F mit nach links auskragendem Querstrich unterhalb des mittleren F-Strichs. Es finden sich auch Darstellungen als Fr-Ligatur (beispielsweise in der Adobe-Implentierung der Garamond) oder einfach als F (beispielsweise in Palatino Linotype).